# Elmar Altvater
Elmar Altvater (Kamen, 24 d'agost de 1938 - Berlín, 1 de maig de 2018) va ser un economista i sociòleg, professor de ciències polítiques a l'Otto-Suhr-Institut de la Universitat Lliure de Berlín, abans de retirar-se el 30 de setembre de 2004. Va continuar treballant a l'Institut i va publicar articles i llibres.

## Biografia
Com a estudiant, Altvater va estudiar economia i sociologia a Múnic, i va obtenir un doctorat amb una dissertació sobre "Problemes ambientals a la Unió Soviètica". A l'Otto-Suhr-Institut, va estar actiu en grups d'investigació socialista, treballant entre altres amb Klaus Busch, Wolfgang Schoeller i Frank Seelow, i va guanyar fama com un dels filòsofs marxistes més importants d'Alemanya, que va influir fortament en la teoria política i econòmica. de la generació de radicals de 1968. La seva anàlisi, centrada en la lògica de la crisi d'acumulació de capital en les intervencions estatals, és clau per a la teoria marxista del “derivacionisme d'estat”. Altvater sosté que l'Estat fa quatre funcions de manteniment general que els capitalistes no poden assumir: proporcionar un sistema legal inicial amb la llei de propietats i contractes, regular la lluita de classes entre treballadors i propietaris de capital, fer complir els termes del comerç internacional i de l'expansió del mercat mitjançant presència militar i proporcionar infraestructures.
El 1970, va cofundar la revista alemanya PROKLA - Journal for Critical Social Science  de la qual continuà sent editor. El 1971 es va convertir en professor universitari d'economia política a l'Otto-Suhr-Institut. A banda de les qüestions relacionades amb la teoria del desenvolupament, la crisi del deute i la regulació dels mercats, continuà preocupat pels efectes de les economies capitalistes sobre el medi ambient.
Altvater va ser un notori crític de l '"economia política" i va ser autor de nombrosos escrits sobre la globalització i crítiques del capitalisme. Una obra estàndard és el seu llibre The Limits of Globalization (1996), escrit amb Birgit Mahnkopf.
Altvater va donar suport als Verds alemanys durant algun temps, però després de la intervenció militar a Kosovo (que, com a membre de la coalició governant, el partit li va haver de donar suport), va mantenir cada cop una distància més llarga crítica. Va ser membre de la Comissió de consulta Bundestag The Economic Economy - Challenges and Answers (1999-2002). Altvater era membre d'ATTAC (fou membre del seu comitè consultiu científic) i del Fòrum Social Mundial.
Altvater ha encunyat el terme "capitalocè", que és utilitzat pels ecologistes com a alternativa a l'antropocè.
Altvater ha encunyat el terme "capitalocè", que és utilitzat pels ecologistes com a alternativa a l'antropocè.